# Buffy vs. Dracula
Buffy vs. Dracula es el primer episodio de la quinta temporada de Buffy the Vampire Slayer. Esta es la última temporada en emitirse en The WB, las dos siguientes se emitirían en UPN, un canal destinado a una audiencia más madura.
Joss Whedon considera que la serie tiene dos finales, y el de esta temporada es uno de ellos.

## Argumento
En una noche sin poder dormir, Buffy (Sarah Michelle Gellar) sale a patrullar hasta toparse con un vampiro y asesinarlo. Posteriormente, regresa hasta su cama con Riley (Marc Blucas). 
Al día siguiente los Scobies se reúnen en una playa para pasar un día con sus respectivas parejas. Xander (Nicholas Brendon) tiene problemas para encender el fuego. Willow (Alyson Hannigan) le ayuda lanzando un hechizo pero provoca un fuego demasiado grande. Un minuto después, el cielo se nubla sobre ellos y se desencadena una tormenta. Mientras la lluvia cae esa noche, dos transportistas descargan una gran caja en una mansión. De ella cae un poco de tierra, uno de ellos empieza a quejarse pero entonces una mano sale de la caja y lo degüella al instante.
Esa noche Buffy conoce a Drácula (Rudolf Martin), quien le dice que ella es conocida en todo el mundo. Willow y Xander se unen a ellos pero Drácula se convierte en un murciélago y se aleja, no sin antes advertir a Buffy que se verán de nuevo.
Drácula convierte a Xander en su siervo. Por su cuenta, Riley visita a Spike (James Marsters), y le amenaza y logra que le cuente todo lo que sabe sobre Drácula. Éste va a casa de Buffy, entra en su alcoba convertido en neblina y ella, hipnotizada, deja que la muerda. Al día siguiente, Buffy esconde la marca con un pañuelo. Cuando salen de la reunión Riley la sigue y le quita el pañuelo del cuello viendo las heridas. Xander se ofrece llevar a la Cazadora a su casa mientras los otros investigan. Buffy sigue a Xander al castillo de Drácula, quien le dice que ella es una criatura de oscuridad. Buffy bebe sangre de su muñeca y tiene una visión de la primera Cazadora, se rompe el encantamiento y pelean.
Mientras tanto, Riley y Giles (Anthony Head) han encontrado el castillo. Tres vampiresas seducen a Giles cuando cae al sótano y Riley se encuentra con un Xander decidido a defender a su amo. Riley golpea a Xander y rescata a Giles. Buffy consigue derrotar a Drácula. Cuando todos se retiran, Drácula comienza a regenerarse tranquilamente antes de ser apuñalado por Buffy quien ya había prevenido su regreso. Drácula trata de regenerarse de nuevo, pero se detiene cuando se da cuenta de que Buffy sigue en la habitación.
Buffy visita a Giles y le explica que Drácula sabía cosas de ella y que necesita averiguar de dónde viene su poder de Cazadora, pero que no puede hacerlo sola por lo que le pide que sea de nuevo su Vigilante. De vuelta a casa, Buffy quiere ir al cine con Riley. En la casa, hay una chica (Michelle Trachtenberg) desempacando en un cuarto. Joyce, le dice a Buffy que si salen se lleven a la hermana de Buffy. Ambas chicas molestas reprenden a su madre con el clásico: Mamá!

## Reparto

### Personajes principales
- Sarah Michelle Gellar como Buffy Summers.
- Nicholas Brendon como Xander Harris.
- Alyson Hannigan como Willow Rosenberg.
- Marc Blucas como Riley Finn.
- Emma Caulfield como Anya Jenkins.
- James Marsters como Spike.
- Anthony Stewart Head como Rupert Giles.

### Apariciones especiales
- Rudolf Martin como Drácula.
- Michelle Trachtenberg como Dawn Summers.
- Amber Benson como Tara Maclay.
- Kristine Sutherland como Joyce Summers.

### Personajes secundarios
- E.J. Gage como Hombre de mudanza #1.
- Scott Berman como Hombre de mudanza #2.
- Marita Schaub como Vampiresa #1.
- Leslee Jean Matta como Vampiresa #2.
- Jennifer Slimko como Vampiresa #3.

## Producción